# Радомерє
Радомерє (словен. Radomerje) — поселення в общині Лютомер, Помурський регіон, Словенія. Висота над рівнем моря: 196,3 м.